# Пирамид
Пирамид (енгл. Pyramid Lake) је језеро у Сједињеним Америчким Државама. Налази се на територији америчке савезне државе Невада. Површина језера износи 474 km².